# Xã East Clay A, Quận Greene, Missouri
Xã East Clay A (tiếng Anh: East Clay A Township) là một xã thuộc quận Greene, tiểu bang Missouri, Hoa Kỳ. Năm 2010, dân số của xã này là 1.082 người.